# Nyctonympha flavipes
Nyctonympha flavipes är en skalbaggsart som beskrevs av Aurivillius 1920. Nyctonympha flavipes ingår i släktet Nyctonympha och familjen långhorningar. Inga underarter finns listade i Catalogue of Life.